# Shotokan Karate-do International Federation
Shotokan Karate-do International Federation (SKIF) је највећа шотокан карате организација на свету, са више од два и по милиона чланова, у стодвадесет земаља.
Федерацију је основао Каназава Хироказу 1978. године, после жестоког разлаза у ЈКА.
Годину дана од оснивања SKIF-а постојало је тридесет огранака у Јапану и осам у свету.
Званична инаугурација одржана је 12. октобра 1979. године Tokyo Kaiyo Kaikan-у.
Две године након инаугурације, одражано је прво Национално првенство на Китасато универзитету.
Прво SKIF светско првенство одржано је 1983. године заједно са трећим националним првенством у Јојоги спортском центру. 
У већини, највећих земаља чланица јапански каратека високог ранга налази се на месту сталног главног инструктора.
Европски огранак СКИФ-а јесте Shotokan Karate-do International European Federation (SKIEF, у ком се на месту главног инструктора налази Асао Широ 9. дан.
Ханши Асано је био једна од кључних фигура у оснивању СКИФ-а.
У својо аутобиографији „Карате - Мој живот“ објављеној 2002. године (издавач: Nikkon Budokan Foundation) Каназава објашњава околности које су довеле до његовог разлаза са ЈКА и оснивања SKIF-а.